# برونو لاباديا

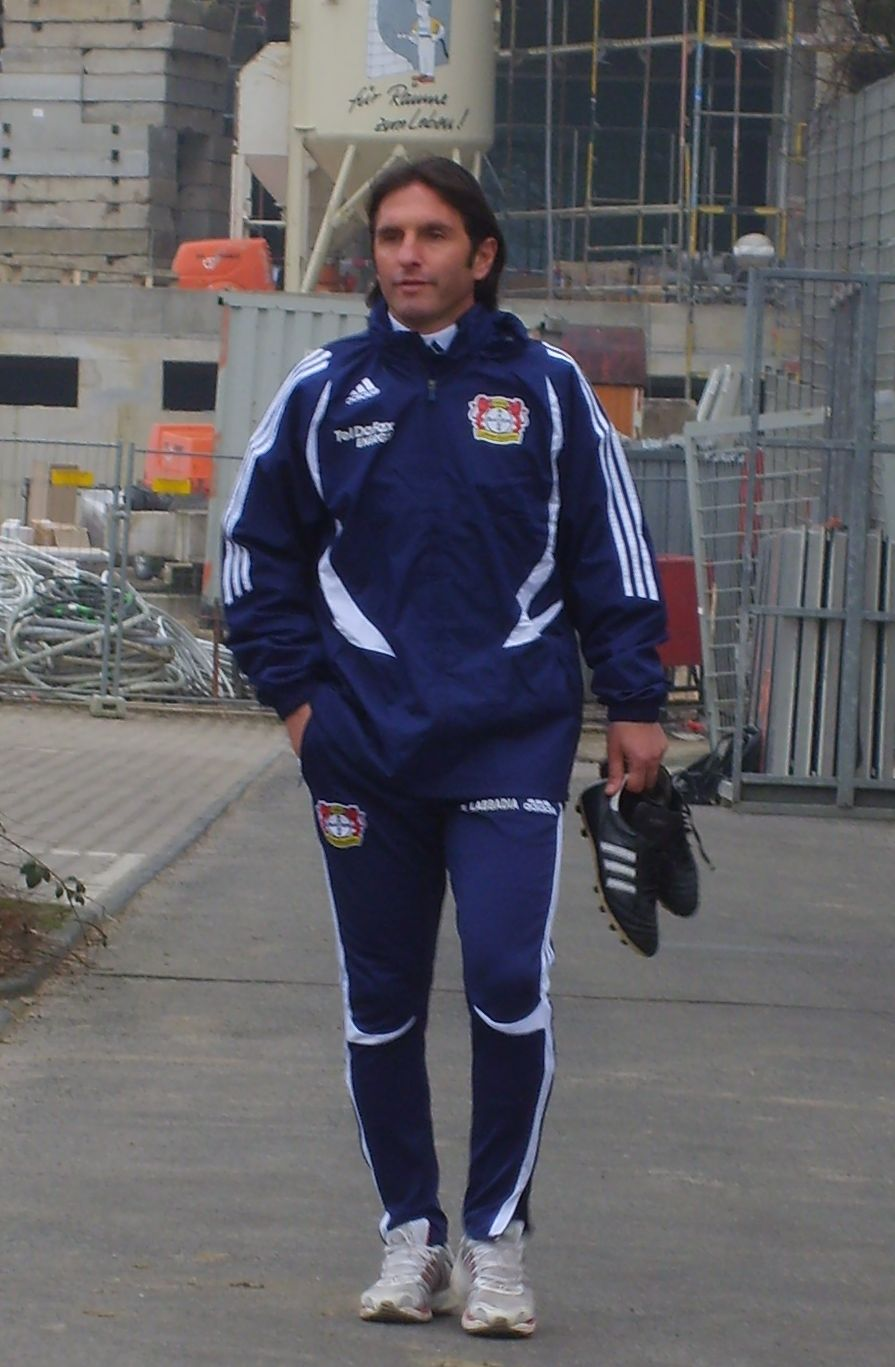
برونو لاباديا

برونو لاباديا (بالألمانية: Bruno Labbadia) هو لاعب كرة قدم ألماني سابق من مواليد (8 فبراير 1966) في دارمشتات ، وهو من أصول إيطالية.
يعمل حاليًا مدربا لشتوتغارت وقد حظى باللعب لمباراتين في صفوف منتخب ألمانيا لكرة القدم واحرز هدف واحد مع منتخب بلاده.

## مسيرته الكروية
لعب برونو لاباديا خلال مسيرته الاحترافية مع 8 أندية في واحد وعشرون موسمًا وسجل خلالها 203 هدف ضمن 557 مباراة. حيث فاز في موسم واحد بالكأس وفي موسمين بالدوري.
خاض برونو لاباديا مسيرته مع نادي دارمشتات 98 في موسم 1984–85 واستمر معه طيلة ثلاثة مواسم، مشاركًا في 105 مباراة سجل خلالها 43 هدفًا. ثم انتقل إلى نادي هامبورغ في موسم 1987–88 ولمدة موسمين، حيث شارك في 41 مباراة سجل خلالها 11 هدفًا. لينتقل بعدها إلى نادي كايزرسلاوترن في موسم 1988–89 واستمر معه طيلة ثلاثة مواسم، مشاركًا في 67 مباراة سجل خلالها 20 هدف. ثم انتقل إلى نادي بايرن ميونخ في موسم 1991–92 واستمر معه طيلة ثلاثة مواسم، مشاركًا في 82 مباراة سجل خلالها 28 هدفًا. هذا وانتقل لاحقًا إلى نادي كولن في موسم 1994–95 ولمدة موسمين، مشاركًا في 41 مباراة سجل خلالها 15 هدفًا. ثم انتقل بعدها إلى نادي فيردر بريمن في موسم 1995–96 واستمر معه طيلة ثلاثة مواسم، مشاركًا في 63 مباراة سجل خلالها 18 هدفًا. ليعود وينتقل من جديد، لكن هذه المرة إلى نادي أرمينيا بيليفيلد في موسم 1998–99 واستمر معه طيلة ثلاثة مواسم، مشاركًا في 98 مباراة سجل خلالها 50 هدف. لينتقل بعدها إلى نادي كارلسروه في موسم 2001–02 ولمدة موسمين، مشاركًا في 60 مباراة سجل خلالها 18 هدفًا.

## روابط خارجية
- برونو لاباديا على موقع قاعدة بيانات كرة القدم.إي يو (الإنجليزية)
- برونو لاباديا على موقع بيانات كرة القدم. دي إي (الألمانية)
- برونو لاباديا على موقع ناشيونال فوتبول تيمز (الإنجليزية)
- برونو لاباديا على موقع عالم كرة القدم.نت (الإنجليزية)
- برونو لاباديا على موقع كووورة